# Доне Пановски
Доне Пановски (на македонска литературна норма: Доне Пановски) е критик, есеист и литературен историк от Република Македония.

## Биография
Роден е в 1935 година в леринското село Буф, Гърция. В 1948 година емигрира в Комунистическа Югославия и през Битоля и Прилеп се установява в Крушевле, Войводина. След смъртта на майка му в 1951 година е отведен в Дом за сираци в Битоля, където завършва основно и средно образование. В 1974 година завършва история на книжовността на югославските народи във Философския факултет на Скопския университет. Пановски е сред основателите на списанието „Развиток“ и на издателската дейност в Битоля. Работи като журналист в „Битолски вестник“ от основаването му. Дописник е на „Нова Македония“ и на белградския „Политика“. Член е на Дружеството на писателите на Македония от 1975 година.
Носител е наградите „4-ти ноември“ за литературна критика и Сребърен плакет на Дружеството за наука - Битоля.
Пановски умира в 1997 година в Битоля.

## Творчество
- Вреднувања (критики, 1967)
- Импресии (критики, 1970)
- Литературни портрети (очерци, 1975)
- Литературни записи (критики, 1981)
- Писателите на Илинден (литературни очерци, 1983)
- Рајко Жинзифов (очерци, 1983)
- Допири и доближувања (критики, 1990)
- Одгласи (студии, 1992)
- Учебникари и просветители (литературни очерци, 1992)
- Литературни студии (1996)
- Буф и буфчани (монография, 1998)
- Прозното творештво на Борис Вишински (студия, 1999)

Антологии поезия
- Илинденски одгласи (1983)
- Октомвриски одгласи (1989)[3]